# Henri Hauvette
Pour les articles homonymes, voir Hauvette.
Henri Eugène Hauvette, né le 24 janvier 1865 à Paris et mort le 14 février 1935 à Neuilly-sur-Seine, est un romaniste, italianiste et un spécialiste de littérature comparée.

## Biographie
Henri Hauvette fit ses études au Lycée Louis-le-Grand, avant de devenir licencié et agrégé ès lettres de l’université en 1888 . 
En 1889, il est  nommé professeur au lycée Marceau de Chartres (1889-1893) puis à Gap (1893-1895) avant de passer un long séjour en Italie.
En novembre 1895, il est chargé d’un cours de langue et de littérature italiennes à l’université de Grenoble, où il devient professeur titulaire en 1903. Il soutient alors ses thèses de doctorat, Un exilé florentin à la cour de France au XVIe siècle : Luigi Alamanni, 1495-1556, sa vie et son œuvre et De Laurentio de Primofato qui primus Joannis Boccacii opera quaedam gallice transtulit ineunte seculo XVe (Laurent de Premierfait, traducteur de Boccace).
Il entre ensuite à la Faculté de lettres de Paris, d’abord comme chargé de cours (1906), puis comme maître de conférences de langue et littérature italiennes (1908), professeur adjoint (1910) et enfin professeur titulaire (1918). 
Il est décoré de la Légion d'honneur en 1924.
Henri Hauvette était membre de l’Académie des inscriptions et belles-lettres depuis 1933.
Il était le fils de l’orientaliste (indianiste) Eugène-Louis Hauvette-Besnault (1820-1880), le frère du polytechnicien Maurice Hauvette (1854-1912), colonel d'artillerie et chevalier de la Légion d'honneur, et de l'helléniste Amédée Hauvette (1856-1908), et le beau-frère de René Cagnat .

## Œuvres
- Dante nella poesia francese del Rinascimento, Florence, 1901
- Una confessione del Boccaccio. Il Corbaccio, Florence, 1905
- Littérature italienne, Paris 1906, prix Halphen de l'Académie française en 1908
- « Les plus anciennes traductions françaises de Boccace (XIVe – XVIIe siècle) », dans Bulletin italien 1907-1909
- Ghirlandaio, Paris, 1908
- Le Sodoma. Biographie critique, Paris, 1912
- Dante. Introduction à l'étude de la "Divine comédie", Paris, 1911
- Boccace. Étude biographique et littéraire, Paris, 1914
- Études sur la Divine comédie. La composition du poème et son rayonnement, Paris, 1922
- La Divine comédie. Traduction, introduction et analyses, 2 tomes, Paris, 1927
- L'Arioste et la poésie chevaleresque à Ferrare au début du XVIe siècle, Paris, 1927
- La France et la Provence dans l’œuvre de Dante', Paris, 1929
- Les poésies lyriques de Pétrarque, Paris, 1931
- La "Morte vivante". Étude de littérature comparée, Paris, 1933
- Études sur Boccace (1894-1916), Turin, 1968